# Enrique Wirth
Enrique Jorge Wirth (* 23. Januar 1925) ist ein ehemaliger argentinischer Moderner Fünfkämpfer.
Wirth wurde 1947 zusammen mit Horacio Siburu und Juan Carlos Uriburu Südamerikameister im Mannschaftswettbewerb. Zudem nahm er an den Olympischen Sommerspielen 1948 in London teil, wo er den elften Rang belegte.